# Haderők a 21. század elején

## NATO-tagországok a 21. században

### Alapító tagok (1949)
- Belgium
- Kanada
- Dánia
- Franciaország
- Izland
- Olaszország
- Luxemburg
- Hollandia
- Norvégia
- Portugália
- Egyesült Királyság
- Amerikai Egyesült Államok

### Később csatlakozott államok
- 1952 –  Görögország,  Törökország
- 1955 –  Németország
- 1982 –  Spanyolország
- 1999 –  Csehország,  Lengyelország,  Magyarország
- 2004 –  Bulgária,  Észtország,  Lettország,  Litvánia,  Románia,  Szlovákia,  Szlovénia

### Csatlakozásra váró államok
Ukrajna
 Grúzia,
 Horvátország,
 Albánia,
 Macedónia

### Semleges országokEurópában
Svájc,
 Svédország,
 Finnország,
 Ausztria,
 Írország

## NATOországok jelenléte a világban
Bosznia-Hercegovina
 Észak-Macedónia
 Koszovó
 Irak
 Afganisztán
 Ciprus

## ENSZerők jelenléte a világban
Libanon
 Kambodzsa
 Kongói Demokratikus Köztársaság
 Szudán
 Angola
 Uganda
 Mozambik
 Irak
 Kuvait

## Európai országok haderei a 2000-es évek elején, részletesebben
Nagy-Britannia hadereje
Németország hadereje
Franciaország hadereje
Olaszország hadereje
Spanyolország hadereje spanyolul:Fuerzas armadas de España angolul: Spanish Armed Force
Lengyelország hadereje lengyelül:Wojsko Polskie angolul: Polsih Army
Ukrajna hadereje ukránul: Збройні сили України / Zbrojnyi szili Ukrajini hivatalosan: Ukrán Fegyveres Erők
Románia hadereje románul: Armata Română  angolul:Romanian Army
Moldova hadereje
Dnyeszter Menti Köztársaság hadereje
Oroszország hadereje oroszul: Вооружённые Си́лы Росси́йской Федера́ции/Vooruzhénniye síly Rossíyskoy Federátsii  angolul:Armed Forces of the Russian Federation (UTC)
Fehéroroszország hadereje
Törökország hadereje törökül: Türk Silahlı Kuvvetleri [TSK] hivatalosan: Török Fegyveres Erők
Görögország hadereje
Svédország hadereje
Finnország hadereje hivatalosan:Finn Védelmi Erők finnül:Puolustusvoimat svédül:Försvarsmakten angolul: Finnish Defence Force
Norvégia hadereje norvégül: Forsvaret angolul: Norwegian Defence Forces
Izland hadereje
Írország hadereje írül:Arm na hÉireann angolul: Irish Army (Irish Defence Force)
Magyarország hadereje hivatalosan:Magyar Honvédség angolul: Hungarian Defense Force
Horvátország hadereje horvátul:Oružane Snage Republike Hrvatske 
angolul:Armed Forces of the Republic of Croatia
Bosznia-Hercegovina hadereje
Szerbia és Montenegró hadereje (egykori)
Szerbia hadereje
Albánia hadereje
Macedónia hadereje
Cseh Hadsereg csehül: Armáda České Republiky
Szlovákia hadereje
Osztrák Hadsereg németül: Österreichische Bundesheer Osztrák Fegyveres Erők
Svájc hadereje
Hollandia hadereje
Belgium hadereje
Dánia hadserege dánul: Det Danske Forsvar 
angolul: Armed forces of the Kingdom of Denmark/ The Danish Defence
Portugália hadereje portugálul: Forças Armadas Portuguesas angolul:Portuguese Armed Forces
Szlovénia hadereje hivatalosan: Szlovén Hadsereg más néven:Szlovén Fegyveres Erők
Litvánia hadereje hivatalosan:Litván Fegyveres Erők
Lettország hadereje lettül:Latvijas Nacionālie bruņotie spēki hivatalosan:(Lett Nemzeti Fegyveres Erők)
Észtország hadereje hivatalosan:Észt Védelmi Erők
Bulgária hadereje bolgárul: Българска армия angolul:Bulgarian Army
Grúzia hadereje
Azerbajdzsán hadereje
Örményország hadereje
Luxemburg hadereje
Málta hadereje
Ciprus hadereje
Észak-Ciprus hadereje

## Ázsiai országok haderői a 2000-es évek elején, részletesebben
Kína hadereje
Japán hadereje hivatalosan: Japán Önvédelmi Haderő japánul:Dzsieitai
Dél-Korea hadereje
Észak-Korea hadereje
Thaiföld hadereje
Vietnam hadereje
Izrael hadereje héberül: צבא ההגנה לישראל (Tsva HaHagana LeYisrael) angolul:Israel Defense Forces (IDF)
Szíria hadereje
Irán hadereje
Irak hadereje
Jordánia hadereje
Pakisztán hadereje
India hadereje
Afganisztán hadereje
Libanon hadereje
Kuvait hadereje
Katar hadereje
Omán hadereje
Bahrein hadereje
Szaúd-Arábia hadereje
Jemen hadereje
Banglades hadereje
Szingapúr hadereje
Indonézia hadereje
Mianmar hadereje
Mongólia hadereje
Laosz hadereje
Kambodzsa hadereje
Malajzia hadereje
Brunei hadereje
Tajvan hadereje
Fülöp-szigetek hadereje
Nepál hadereje
Türkmenisztán hadereje
Üzbegisztán hadereje
Kazahsztán hadereje
Kirgizisztán hadereje
Tádzsikisztán hadereje
Arab Emírségek hadereje

## Amerikai országok haderei a 2000-es évek elején, részletesebben
Amerikai Egyesült Államok hadereje
Kanada hadereje
Mexikó hadereje
Brazília hadereje
Kolumbia hadereje
Venezuela hadereje
Chile hadereje
Paraguay hadereje
Uruguay hadereje
Peru hadereje
Bolívia hadereje
Kuba hadereje
Nicaragua hadereje
Honduras hadereje
El Salvador hadereje
Guatemala hadereje
Dominikai Köztársaság hadereje
Guyana hadereje
Jamaica hadereje
Suriname hadereje
Trinidad és Tobago hadereje

## Afrikai országok haderei a 2000-es évek elején, részletesebben
Egyiptom hadereje
Algéria hadereje
Angola hadereje
Dél-Afrika hadereje
Nigéria hadereje
Eritrea hadereje
Mauritánia hadereje
Marokkó hadereje
Líbia hadereje
Tunézia hadereje
Ghána hadereje
Kamerun hadereje
Kenya hadereje
Kongó hadereje
Szenegál hadereje
Szudán hadereje
Zimbabwe hadereje
Etiópia hadereje
Mozambik hadereje
Namíbia hadereje
Ruanda hadereje
Elefántcsontpart hadereje
Burundi hadereje
Gabon hadereje
Guinea hadereje
Ugandai Népi Védelmi Erő
Tanzánia hadereje
Niger hadereje
Zambia hadereje
Benin hadereje
Botswana hadereje
Dzsibuti hadereje
Madagaszkár hadereje
Malawi hadereje
Mali hadereje
Togo hadereje
Csád hadereje

## Óceániai államok haderei a 2000-es évek elején, részletesebben
Ausztrália hadereje
Új-Zéland hadereje
Fidzsi-szigetek hadereje